# Diospyros sandwicensis
Diospyros sandwicensis là một loài thực vật có hoa trong họ Thị. Loài này được (A.DC.) Fosberg mô tả khoa học đầu tiên năm 1936.

## Hình ảnh

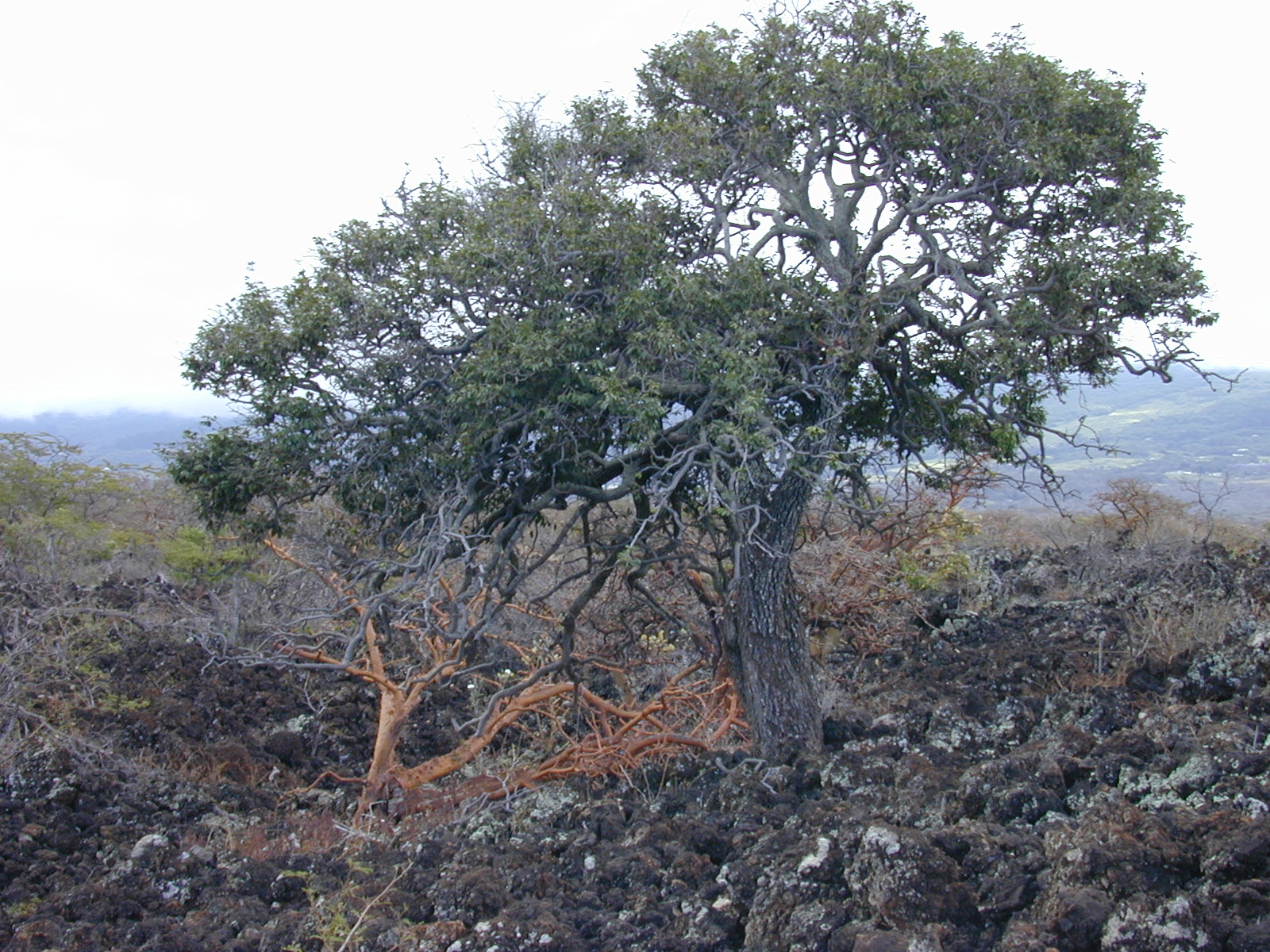
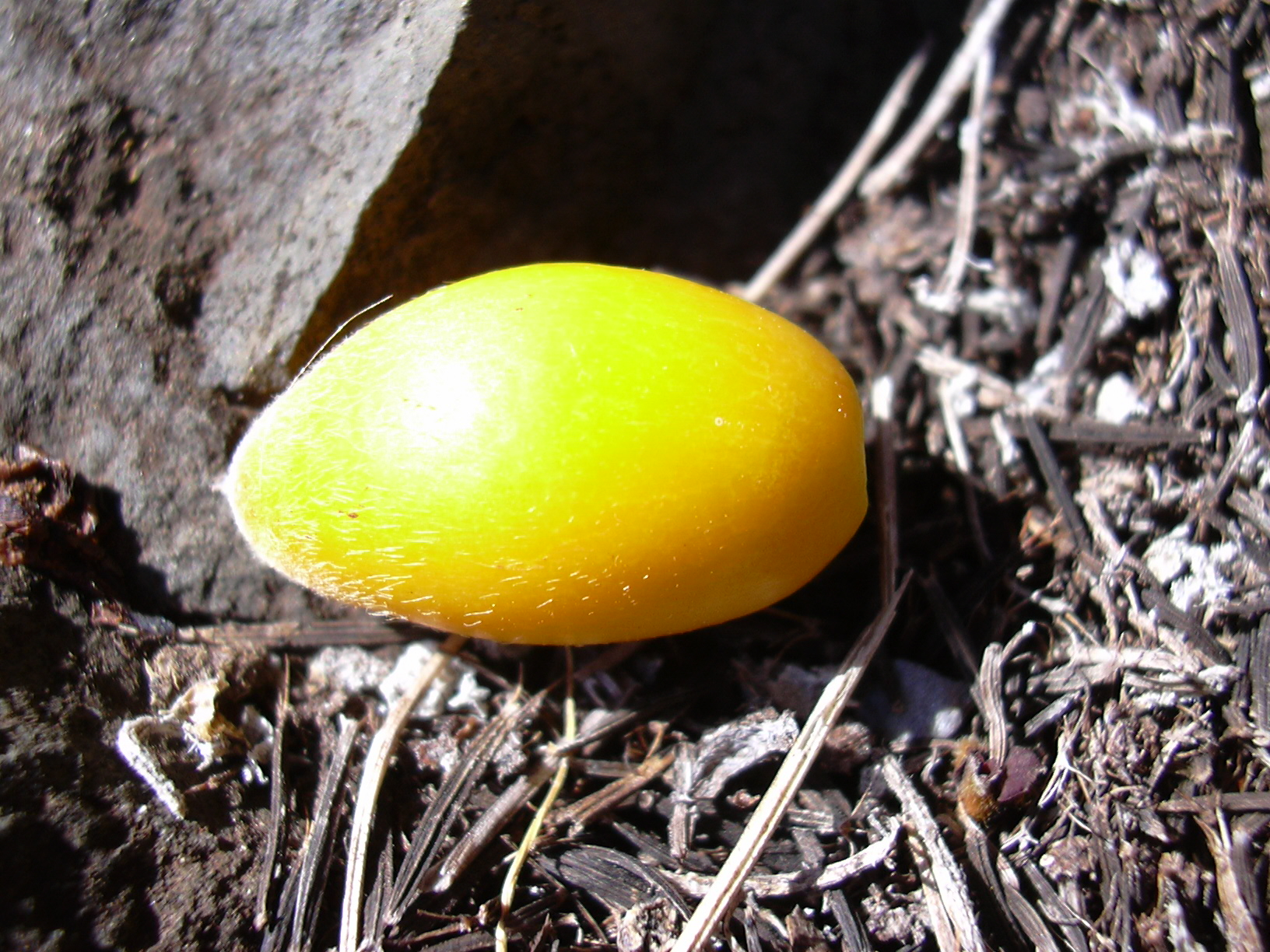
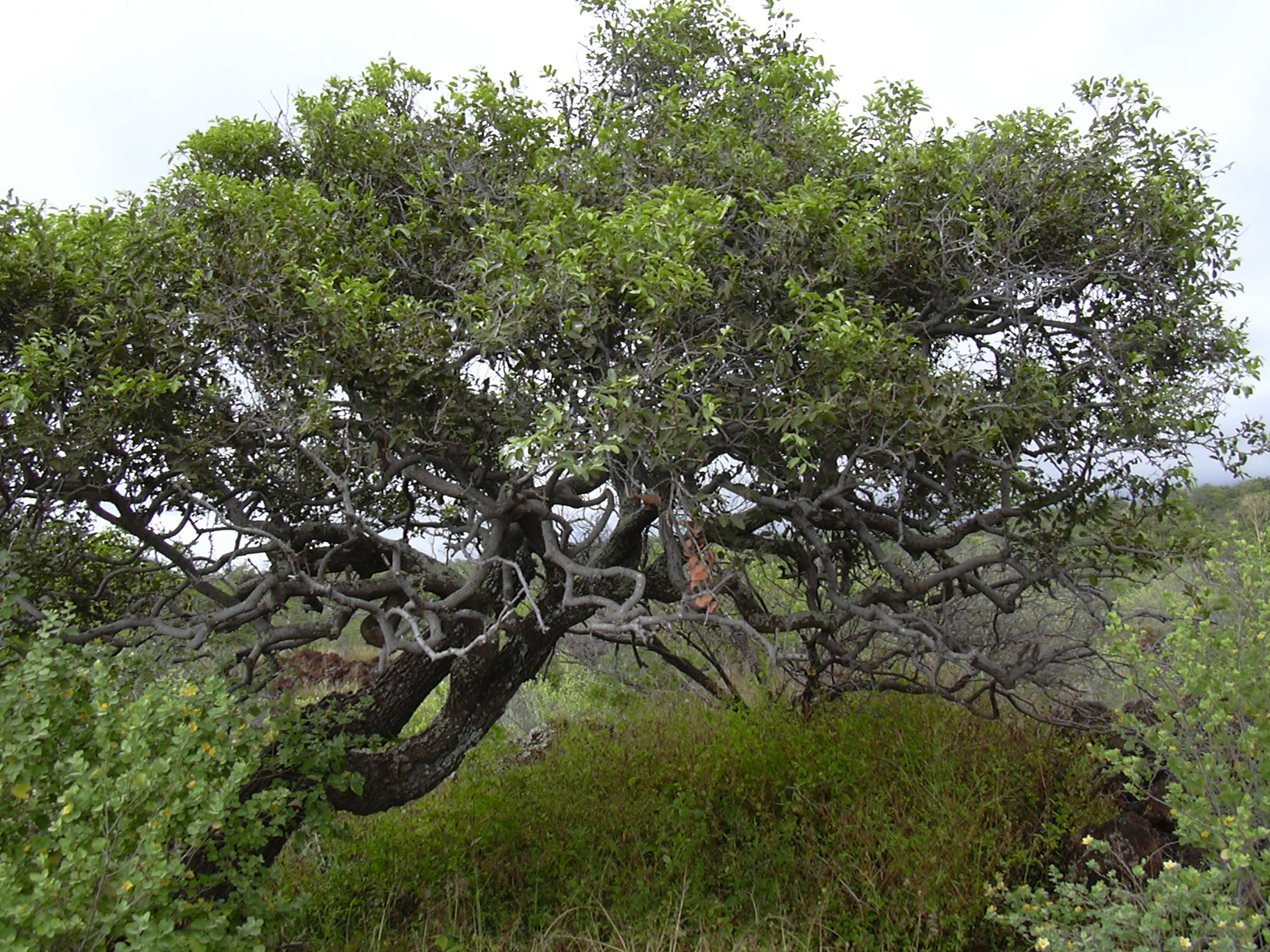
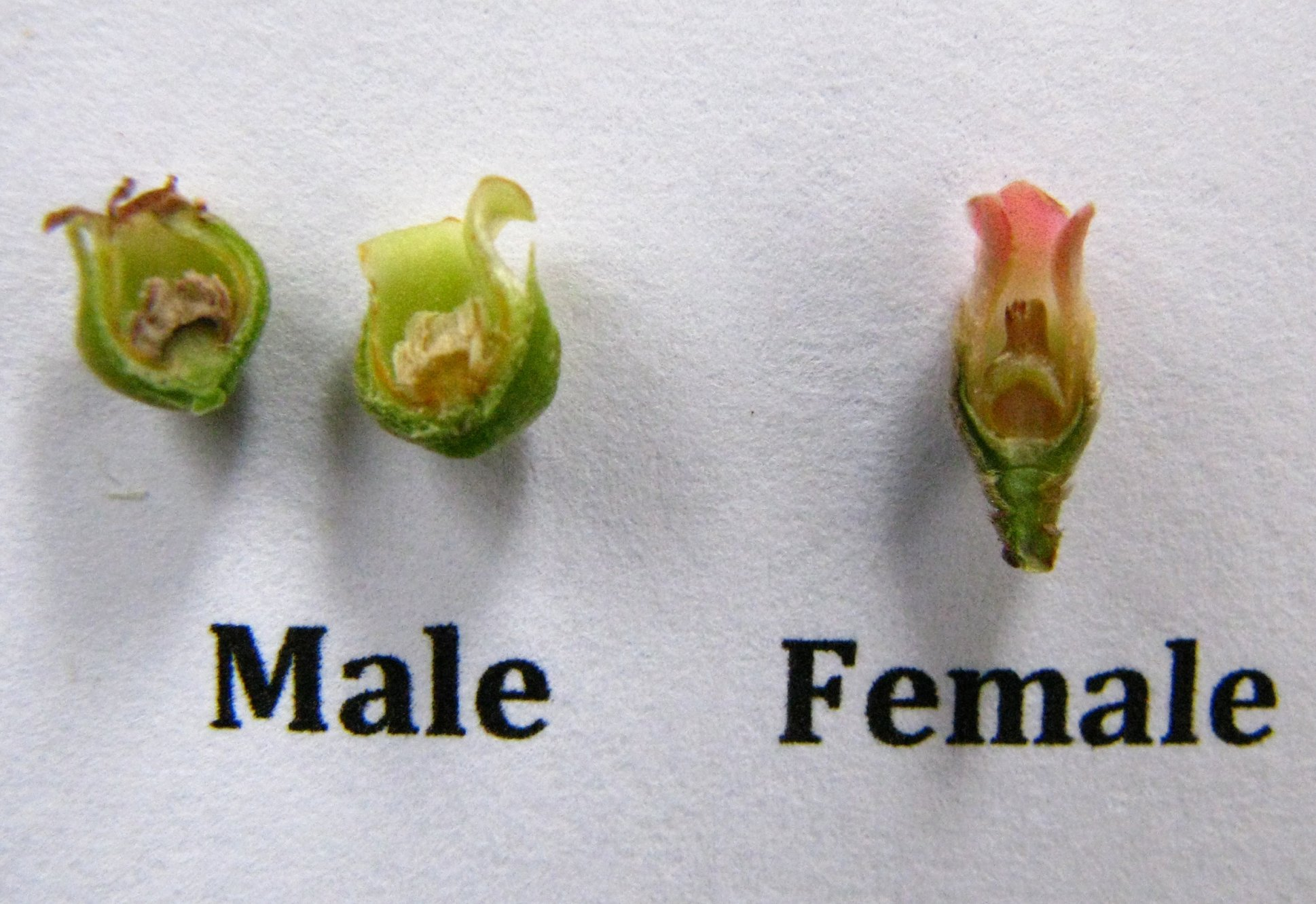